# Camponotus camelinus
Camponotus camelinus är en myrart som först beskrevs av Smith 1857.  Camponotus camelinus ingår i släktet hästmyror, och familjen myror. Inga underarter finns listade.